# Virginie Demont-Breton
Virginie Élodie Marie Thérèse Demont-Breton, más conocida como Virginie Demont-Breton (Courrières, 26 de julio de 1859 - París, 10 de enero de 1935) fue una pintora francesa.

## Biografía
Virginia fue hija de Jules Breton y sobrina de Émile Breton, ambos pintores reconocidos. Se casó con el pintor Adrien Demont en 1880.
Su carrera artística fue precoz. A los 20 años exhibió en París y ganó una medalla de oro en la Exposición Universal de Ámsterdam en 1883.
En 1890, se mudó a Wissant, un pequeño pueblo en la Costa de Ópalo, entre el cabo Blanc-Nez y Gris-Nez, donde la pareja había construido una villa de estilo neoegipcio, obra del arquitecto belga Edmond De Vigne, a la que llamaron El Typhonium el año siguiente. Dicha vivienda es un monumento histórico desde el 29 de noviembre de 1985.
Virginie Demont-Breton se integró a la Unión de Mujeres Pintoras y Escultoras en 1883 y se convirtió en su presidenta desde 1895 hasta 1901. Pugnó a partir de 1890 por la entrada de las mujeres en la École des Beaux Arts, en una época en que dicho acceso para completar una carrera académica en la pintura, estaba reservada sólo a los varones, lo cual consiguió en 1897.
Augustin Lesieux, escultor parisino, realizó un busto de Virginie Demont-Breton que se conserva en el Museo de la Cartuja de Douai.
Fue condecorada con la Legión de Honor en 1894.
Murió en Wissant  o en París en 1935.
Sus memorias se publicaron en cuatro volúmenes con el título Les maisons que j'ai connues (Las casas que he conocido).

## Estilo
En su primer período realizó principalmente retratos y escenas históricas o míticas, bajo un tratamiento académico y realista. Después de su descubrimiento de Wissant, sus pinturas, mostraron la vida de los pescadores y tomaron un tono más social.
Algunas de sus obras se exhiben en museos de Amiens, Arras, Boulogne-sur-Mer, Calais, Douai, Lille, París, Ámsterdam, Amberes, Gante y el Museo Soumaya de la Ciudad de México como:
- Les Tourmentés, huile sur toile, Palais des Beaux-Arts de Lille[6]
- Jeune femme portant un enfant, Dibujo, Departamento de artes gráficas del Museo del Louvre[7]
- Les petits goélands. Oléo sobre lienzo, 1895. Museo Soumaya.